# Mitobatinae
Sous-famille
Les Mitobatinae sont une sous-famille d'opilions laniatores de la famille des Gonyleptidae.

## Distribution
Les espèces de cette sous-famille sont endémiques du Brésil.

## Liste des genres
Selon World Catalogue of Opiliones (26/08/2021) :
- Despirus Roewer, 1929
- Discocyrtoides Mello-Leitão, 1923
- Encheiridium Kury, 2003
- Ischnotherus Kury, 1991
- Longiperna Roewer, 1929
- Metamitobates Roewer, 1913
- Mitobates Sundevall, 1833
- Mitobatula Roewer, 1931
- Neoancistrotus Mello-Leitão, 1927
- Promitobates Roewer, 1913
- Ruschia Mello-Leitão, 1940

## Publication originale
- Simon, 1879 : « Essai d'une classification des Opiliones Mecostethi. Remarques synonymiques et descriptions d'espèces nouvelles. Première partie. » Annales de la Société Entomologique de Belgique, vol. 22, p. 183–241 (texte intégral).